# Скарбро (Западна Вирџинија)
Скарбро (енгл. Scarbro) насељено је место без административног статуса у америчкој савезној држави Западна Вирџинија.

## Демографија
По попису из 2010. године број становника је 486.
| Група             | 2000.    | 2010.       |
| Белци             | 0 (0,0%) | 464 (95,5%) |
| Афроамериканци    | 0 (0,0%) | 10 (2,1%)   |
| Азијати           | 0 (0,0%) | 0 (0,0%)    |
| Хиспаноамериканци | 0 (0,0%) | 2 (0,4%)    |
| Укупно            | 0        | 486         |